# Ranča
Ranča je planina u središnjoj Bosni (Županija Središnja Bosna), dvadesetak kilometara sjeveroistočno od grada Jajca. 
Uz sjeveroistočni rub obronaka Ranče teče rijeka Ugar, koja tvori entitetsku granica (sjeverno je Republika Srpska). Po rijeci kraj uz Ugar naziva se Pougarje. Najviši vrhovi Ranče su Suhi vrh s 1433 metara (strateški najvažniji), Gola glavica s 1464 metara i Vitorog s 1478 m nadmorske visine. Prostor obiluje različitim biljnim (miješane listopadno-zimzelene šume i dr.) i životinjskim vrstama (medvjed, vuk, lisica, divlja svinja i dr.).
Na planini se prostire općina Dobretići, s više hrvatskih naselja.